# Mig og min lillebror og storsmuglerne
Mig og min lillebror og storsmuglerne er en dansk komediefilm fra 1968, instrueret af Lau Lauritzen junior og skrevet af Aage Stentoft og Willy Breinholst. Filmen efterfulgte Mig og min lillebror og siden kom også Mig og min lillebror og Bølle, alle med Poul Reichhardt og Dirch Passer i titelrollerne.

## Medvirkende
- Dirch Passer
- Poul Reichhardt
- Karl Stegger
- Guri Richter
- Lotte Horne
- Jesper Langberg
- Peter Reichhardt
- Palle Huld
- Henrik Wiehe
- Else Marie Hansen
- Lise Thomsen
- Christian Arhoff
- Gunnar Lemvigh
- Else Petersen
- Holger Vistisen
- Mogens Brandt
- Bjørn Puggaard-Müller
- Jørgen Weel
- Bjørn Spiro
- Bent Vejlby
- Kirsten Hansen-Møller